# Yuichi Hosoda
Yuichi Hosoda –en japonés, 細田 雄一, Hosoda Yuichi– (Tokushima, 6 de diciembre de 1984) es un deportista japonés que compitió en triatlón y acuatlón.
Ganó cuatro medallas en los Juegos Asiáticos entre los años 2010 y 2018, y ocho medallas en el Campeonato Asiático de Triatlón entre los años 2005 y 2015. Además, obtuvo una medalla en el Campeonato Mundial de Acuatlón de 2014.

## Palmarés internacional
| Juegos Asiáticos    | Juegos Asiáticos           | Juegos Asiáticos  | Juegos Asiáticos |
| Año                 | Lugar                      | Medalla           | Prueba           |
| ------------------- | -------------------------- | ----------------- | ---------------- |
| 2010                | Cantón (China)             | Medalla de oro    | Individual       |
| 2014                | Incheon (Corea del Sur)    | Medalla de oro    | Individual       |
| 2014                | Incheon (Corea del Sur)    | Medalla de oro    | Relevo mixto     |
| 2018                | Palembang (Indonesia)      | Medalla de oro    | Relevo mixto     |
| Campeonato Asiático |                            |                   |                  |
| Año                 | Lugar                      | Medalla           | Prueba           |
| 2005                | Singapur (Singapur)        | Medalla de bronce | Individual       |
| 2008                | Cantón (China)             | Medalla de bronce | Individual       |
| 2011                | Yilan (Taiwán)             | Medalla de oro    | Individual       |
| 2012                | Tateyama (Japón)           | Medalla de oro    | Individual       |
| 2013                | Bahía de Súbic (Filipinas) | Medalla de oro    | Individual       |
| 2015                | Nueva Taipéi (Taiwán)      | Medalla de oro    | Individual       |
| 2015                | Nueva Taipéi (Taiwán)      | Medalla de oro    | Relevo mixto     |
| 2017                | Palembang (Indonesia)      | Medalla de oro    | Relevo mixto     |

| Campeonato Mundial | Campeonato Mundial | Campeonato Mundial | Campeonato Mundial |
| Año                | Lugar              | Medalla            | Prueba             |
| ------------------ | ------------------ | ------------------ | ------------------ |
| 2014               | Edmonton (Canadá)  | Medalla de oro     | Individual         |